# Enrique Cabaña
Enrique Mario Cabaña Pérez (2 de diciembre de 1937, Florida, Uruguay) es un matemático y estadístico uruguayo, de reconocida trayectoria científica a nivel nacional e internacional.

## Ámbito científico
En el terreno de la matemática, ha realizado importantes contribuciones en el área de la  Teoría de la Probabilidad y la Estadística Matemática. En los últimos años se ha dedicado al estudio de los test de hipótesis más potentes, mediante el método de los procesos empíricos transformados, desempeñándose como Profesor Titular de Métodos Cuantitativos de la Facultad de Ciencias Económicas. En la actualidad (2009) Enrique Cabaña es Investigador Nacional del Máximo Nivel del Sistema Nacional de Investigadores de Uruguay.

## Exilio
En 1973, siendo director del Instituto de Matemática y Estadística de la Facultad de Ingeniería, debe emigrar hacia Chile, donde trabajó como profesor en el Centro Interamericano de Enseñanza de la Estadística (CIENES) en Chile y luego en la Universidad Simón Bolívar, en Venezuela. Es en este país donde obtiene (en conjunto con Mario Wschebor), el Premio Anual en Matemática del Consejo Nacional de Investigaciones Científicas y Técnicas (CONICYT) de Venezuela.

## Fundador y director delPEDECIBA
A su retorno al país, luego del exilio forzado por la dictadura, Enrique Cabaña se abocó a la reorganización de la actividad científica en Uruguay, en particular a través del Proyecto de Desarrollo de Ciencias Básicas (PEDECIBA). Por este motivo es electo vicedirector, junto a Roberto Caldeyro Barcia, que ocupa la dirección del proyecto. Enrique Cabaña fue nombrado director del PEDECIBA en 1996.

## Organizador de Instituciones Científicas
Es un destacado dirigente universitario, en la Universidad de la República y del Programa de Desarrollo de las Ciencias Básicas (PEDECIBA), habiendo ocupado la dirección del Instituto de Matemática y Estadística de la Facultad de Ingeniería (Universidad de la República), la del Centro de Matemática de la Universidad de la República, y la Pro-rectoría de Investigación de la Universidad de la República de Uruguay. Actualmente (2009) es coordinador del Área Matemática del PEDECIBA. Enrique Cabaña es Profesor Titular de Matemática de la
Facultad de Ciencias Económicas y de Administración, donde ha jugado un rol preponderante en la creación de la Licenciatura en Estadística.

## Distinciones
En el año 2000, siendo Presidente de la Comisión Sectorial de Investigación Científica (CSIC) de la Universidad de la República, recibió el premio Morosoli institucional otorgado por la Fundación Lolita Rubial de la ciudad de Minas, departamento de Lavalleja, Uruguay.
En el año 2012 fue distinguido en con el doctorado honoris causa de la Universidad de la República de Uruguay. El 23 de julio de 2012, en el paraninfo de la Universidad, se realiza el homenaje de entrega del Título al Prof. Cabaña.